# Depozit bancar
Depozitele reprezintă bani (sau hârtii de valoare, obiecte de valoare) depuse spre păstrare la o instituție bancară pentru care aceasta plătește o dobândă. Depozitele bancare sunt „la vedere” - caz în care sumele pot fi retrase oricând sau „la termen” - caz în care sumele nu pot fi retrase decât la expirarea termenelor pentru care au fost constituite.